# Tobiphora nikkona
Tobiphora nikkona är en insektsart som beskrevs av Matsumura 1942. Tobiphora nikkona ingår i släktet Tobiphora och familjen spottstritar. Inga underarter finns listade i Catalogue of Life.